# Лакки-Марват (округ)
Лакки-Марват (урду ضلع لکی مروت‎, англ. Lakki Marwat District, пушту لکي مروت ولسوالۍ‎) — один из 25 округов пакистанской провинции Хайбер-Пахтунхва.

## Административно-территориальное устройство
В округе есть один муниципальный комитет и один городской комитет.
Округ представлен в провинциальной ассамблее Хайбер-Пахтунхвы тремя представителями от следующих округов:
- ПФ-74 (Лакки-Марват-1)
- ПФ-75 (Лакки-Марват-2)
- ПФ-76 (Лакки-Марват-3)

## Население
Согласно переписи населения 1998 года, в округе Лакки-Марват проживает 490 025 человек. Из них только 46 878 человек (или 9.6%) проживают в городах, а 443 147 человек (или 90.4%) постоянно живут в сельской местности.